# Limerlé
Limerlé (Letzeburgs: Lam(m)erscher) is een plaats en deelgemeente van de Belgische gemeente Gouvy.
Limerlé ligt in de provincie Luxemburg.

## Geschiedenis
Bij de vorming van de gemeente Limerlé in 1823 waren de kernen Limerlé en Gouvy ongeveer even groot. Als nieuwe gemeentenaam werd toen gekozen voor Limerlé.
Op 20 februari 1884 werd het station Limerlé geopend op spoorlijn 163. Een jaar later werd de lijn verlengd tot het station van Gouvy, aan de internationale spoorlijn 42 (Spa - Luxemburg).
In 1977 werd fuseerde Limerlé met enkele andere gemeenten. Deze keer werd wel voor de naam 'Gouvy' gekozen omdat Gouvy in de tussentijd een stuk groter geworden was dan Limerlé (en de andere fuserende dorpen) en omdat Gouvy centraal in de nieuwe fusiegemeente lag.

## Demografische ontwikkeling
- Bronnen:NIS, Opm:1831 tot en met 1970=volkstellingen

Deelgemeenten: Beho · Bovigny · Cherain · Limerlé · Montleban

Overige dorpen: Baclain · Brisy · Cherapont · Cierreux · Courtil · Deiffelt · Gouvy · Halconreux · Hallonru · Honvelez · Langlire · Lomré · Ourthe · Renglez · Rettigny · Rogery · Sterpigny · Steinbach · Vaux · Wathermal

Belgische gemeenten · Arrondissement Bastenaken · Luxemburg · Wallonië